# Ryder Cup 1991
Ryder Cup 1991 var den 29:e upplagan av matchspelstävlingen i golf som spelas mellan USA och Europa. 1991 års match spelades den 27 - 29 september på Ocean Course i Kiawah Island, South Carolina, USA. Europa var titelförsvarare efter att 1989 års match på The Belfry i Warwickshire, England slutat oavgjort, men Europa vunnit 1987 års match.
Tävlingen fick epitetet "War on the shore" av media i USA, med åsyftning på det pågående kriget i Irak. Något av en hatstämning hade piskats upp inför matcherna, som annars brukar avgöras i en vänskaplig anda. En radiostation ringde exempelvis till européernas hotellrum mitt i natten för att störa dem, Europas kapten Bernard Gallacher upptäckte att hans walkie-talkie var avlyssnad, USA:s kapten "glömde" informera Europas om att Steve Pate inte kunde spela sin singel på grund av skada, Corey Pavin spelade i en Desert Storm-basebollmössa, och Paul Azinger och Seve Ballesteros anklagade varandra för fusk under spelets gång.

## Format
Tävlingen bestod av 28 matcher, fördelade på tre dagar (fredag - söndag) enligt följande:
- Dag 1 Fyra foursome-matcher på förmiddagen, följt av fyra fyrboll-matcher på eftermiddagen
- Dag 2 Fyra foursome-matcher på förmiddagen, följt av fyra fyrboll-matcher på eftermiddagen
- Dag 3 Tolv singelmatcher

En vunnen match ger 1 poäng, medan en oavgjord match ger ½ poäng. Laget som först når 14½ poäng har vunnit. Vid oavgjort 14-14 behåller regerande mästarna (Europa) trofén.

## Lagen
De båda lagen använde sig av olika poängsysten för att avgöra vilka spelare som skulle bli direktkvalificerade till laget. Därutöver fick de båda kaptenerna, Bernard Gallacher och Dave Stockton, välja ytterligare tre respektive två spelare var för att göra lagen kompletta.
| USA Kapten: Dave Stockton     |               |
| Namn                          | Världsranking |
| Payne Stewart                 | 6             |
| Fred Couples                  | 7             |
| Paul Azinger                  | 8             |
| Hale Irwin                    | 12            |
| Lanny Wadkins                 | 13            |
| Mark O'Meara                  | 15            |
| Corey Pavin                   | 16            |
| Chip Beck (kaptenens val)     | 21            |
| Mark Calcavecchia             | 24            |
| Steve Pate                    | 30            |
| Wayne Levi                    | 38            |
| Raymond Floyd (kaptenens val) | 39            |

| Europa Kapten: Bernard Gallacher    |               |
| Namn                                | Världsranking |
| Ian Woosnam                         | 1             |
| José Maria Olazábal (kaptenens val) | 2             |
| Nick Faldo (kaptenens val)          | 3             |
| Seve Ballesteros                    | 5             |
| Bernhard Langer                     | 9             |
| Colin Montgomerie                   | 35            |
| Steven Richardson                   | 35            |
| Sam Torrance                        | 41            |
| David Feherty                       | 44            |
| Mark James (kaptenens val)          | 45            |
| Paul Broadhurst                     | 93            |
| David Gilford                       | 99            |

Spelarnas ranking per den 22 september 1991.

## Resultat

### Dag 1
| Foursomes                       | Foursomes | Foursomes | Foursomes | Foursomes                            |
| ------------------------------- | --------- | --------- | --------- | ------------------------------------ |
| Paul Azinger Chip Beck          |           |           | 2 & 1     | Seve Ballesteros José Maria Olazábal |
| Raymond Floyd Fred Couples      | 2 & 1     |           |           | Bernhard Langer Mark James           |
| Lanny Wadkins Hale Irwin        | 4 & 2     |           |           | David Gilford Colin Montgomerie      |
| Payne Stewart Mark Calcavecchia | 1 upp     |           |           | Nick Faldo Ian Woosnam               |

| Fyrbollar                     | Fyrbollar | Fyrbollar | Fyrbollar | Fyrbollar                            |
| ----------------------------- | --------- | --------- | --------- | ------------------------------------ |
| Lanny Wadkins Mark O'Meara    |           | lika      |           | Sam Torrance David Feherty           |
| Paul Azinger Chip Beck        |           |           | 2 & 1     | Seve Ballesteros José Maria Olazábal |
| Corey Pavin Mark Calcavecchia |           |           | 5 & 4     | Steven Richardson Mark James         |
| Raymond Floyd Fred Couples    | 5 & 3     |           |           | Nick Faldo Ian Woosnam               |

| Efter första dagen: | \| USA \| 4½ \| 3½ \| Europa \| |    |        |
| USA                 | 4½                              | 3½ | Europa |

### Dag 2
| Foursomes                       | Foursomes | Foursomes | Foursomes | Foursomes                            |
| ------------------------------- | --------- | --------- | --------- | ------------------------------------ |
| Hale Irwin Lanny Wadkins        | 4 & 2     |           |           | David Feherty Sam Torrance           |
| Mark Calcavecchia Payne Stewart | 1 upp     |           |           | Mark James Steven Richardson         |
| Paul Azinger Mark O'Meara       | 7 & 6     |           |           | Nick Faldo David Gilford             |
| Fred Couples Raymond Floyd      |           |           | 3 & 2     | Seve Ballesteros José Maria Olazábal |

| Fyrbollar                  | Fyrbollar | Fyrbollar | Fyrbollar | Fyrbollar                            |
| -------------------------- | --------- | --------- | --------- | ------------------------------------ |
| Paul Azinger Hale Irwin    |           |           | 2 & 1     | Ian Woosnam Paul Broadhurst          |
| Corey Pavin Steve Pate     |           |           | 2 & 1     | Bernhard Langer Colin Montgomerie    |
| Lanny Wadkins Wayne Levi   |           |           | 3 & 1     | Mark James Steven Richardson         |
| Payne Stewart Fred Couples |           | lika      |           | Seve Ballesteros José Maria Olazábal |

| Efter andra dagen: | \| USA \| 8 \| 8 \| Europa \| |   |        |
| USA                | 8                             | 8 | Europa |

### Dag 3
| Singlar           | Singlar | Singlar | Singlar | Singlar             |
| ----------------- | ------- | ------- | ------- | ------------------- |
| Raymond Floyd     |         |         | 2 upp   | Nick Faldo          |
| Payne Stewart     |         |         | 2 & 1   | David Feherty       |
| Mark Calcavecchia |         | lika    |         | Colin Montgomerie   |
| Paul Azinger      | 2 upp   |         |         | José Maria Olazábal |
| Corey Pavin       | 2 & 1   |         |         | Steven Richardson   |
| Wayne Levi        |         |         | 3 & 2   | Seve Ballesteros    |
| Chip Beck         | 3 & 1   |         |         | Ian Woosnam         |
| Mark O'Meara      |         |         | 3 & 1   | Paul Broadhurst     |
| Fred Couples      | 3 & 2   |         |         | Sam Torrance        |
| Lanny Wadkins     | 3 & 2   |         |         | Mark James          |
| Hale Irwin        |         | lika    |         | Bernhard Langer     |
| Steve Pate        |         | lika*   |         | David Gilford       |

*Matchen spelades aldrig eftersom Pate var skadad, och Europas kapten valde att låta Gilford stå över.
| Slutställning: | \| USA \| 14½ \| 13½ \| Europa \| |     |        |
| USA            | 14½                               | 13½ | Europa |

Hela Ryder Cup avgjordes i den sista matchen, då Bernhard Langer missade en tvåmetersputt på sista hålet mot Hale Irwin. Hade Langer satt putten skulle han vunnit matchen, och Europa skulle behållit trofén.